# Spathuliger rodriguezensis
Spathuliger rodriguezensis är en skalbaggsart som beskrevs av Auguste Vinson 1961. Spathuliger rodriguezensis ingår i släktet Spathuliger och familjen långhorningar. Inga underarter finns listade i Catalogue of Life.